# Susana Costa
Susana Cristina Saíde da Costa (née le 22 septembre 1984 à Corroios, dans le district de Setúbal) est une athlète portugaise, spécialiste du triple saut.

## Carrière
Elle est finaliste lors des Championnats d'Europe à Zurich.
En franchissant 14,22 m le 23 mai 2015 à Dakar, elle atteint le minima pour les Championnats du monde et les Jeux olympiques de 2016. Le 10 juillet 2016, elle prend la 5e place de la finale des Championnats d'Europe d'Amsterdam avec un nouveau record personnel à 14,34 m. Elle se classe également 9e des Jeux olympiques de Rio avec un saut à 14,12 m.
Le 4 mars 2017, elle termine 7e des Championnats d'Europe en salle de Belgrade avec 13,99 m, son record personnel en salle.
Le 5 août 2017, en qualifications des championnats du monde de Londres, Susana Costa rejoint la finale en portant son record personnel à 14,35 m. Elle termine 11e de la finale avec 13,99 m.
Le 10 février 2019, aux Championnats du Portugal en salle à Pombal, elle remporte le titre et dépasse pour la première fois de sa carrière la barrière des 14 mètres en salle, avec 14,13 m. Elle confirme lors des qualifications aux championnats d'Europe en salle de Glasgow, le 1er mars, où elle améliore son record avec 14,28 m. Deux jours plus tard, elle termine à la 5e place avec un énième record, 14,43 m, devancée par sa compatriote Patrícia Mamona, 4e également avec 14,43 m. Mamona détient le record national avec 14,44 m réalisé plus tôt dans la saison. La médaille de bronze est remportée par Olha Saladukha avec 14,47 m.

## Palmarès
| Date | Compétition                    | Lieu           | Résultat | Marque  |
| ---- | ------------------------------ | -------------- | -------- | ------- |
| 2004 | Championnats ibéro-américains  | Huelva         | 6e       | 12,91 m |
| 2012 | Championnats ibéro-américains  | Barquisimeto   | 1re      | 13,78 m |
| 2014 | Championnats d'Europe          | Zürich         | 8e       | 13,78 m |
| 2016 | Championnats d'Europe          | Amsterdam      | 5e       | 14,34 m |
| 2016 | Jeux olympiques                | Rio de Janeiro | 9e       | 14,12 m |
| 2017 | Championnats d'Europe en salle | Belgrade       | 7e       | 13,99 m |
| 2017 | Championnats du monde          | Londres        | 11e      | 13,99 m |
| 2018 | Jeux méditerranéens            | Tarragone      | 5e       | 13,81 m |
| 2018 | Championnats d'Europe          | Berlin         | 11e      | 13,97 m |
| 2018 | Championnats ibéro-américains  | Trujillo       | 2e       | 13,76 m |
| 2019 | Championnats d'Europe en salle | Glasgow        | 5e       | 14,43 m |

## Records

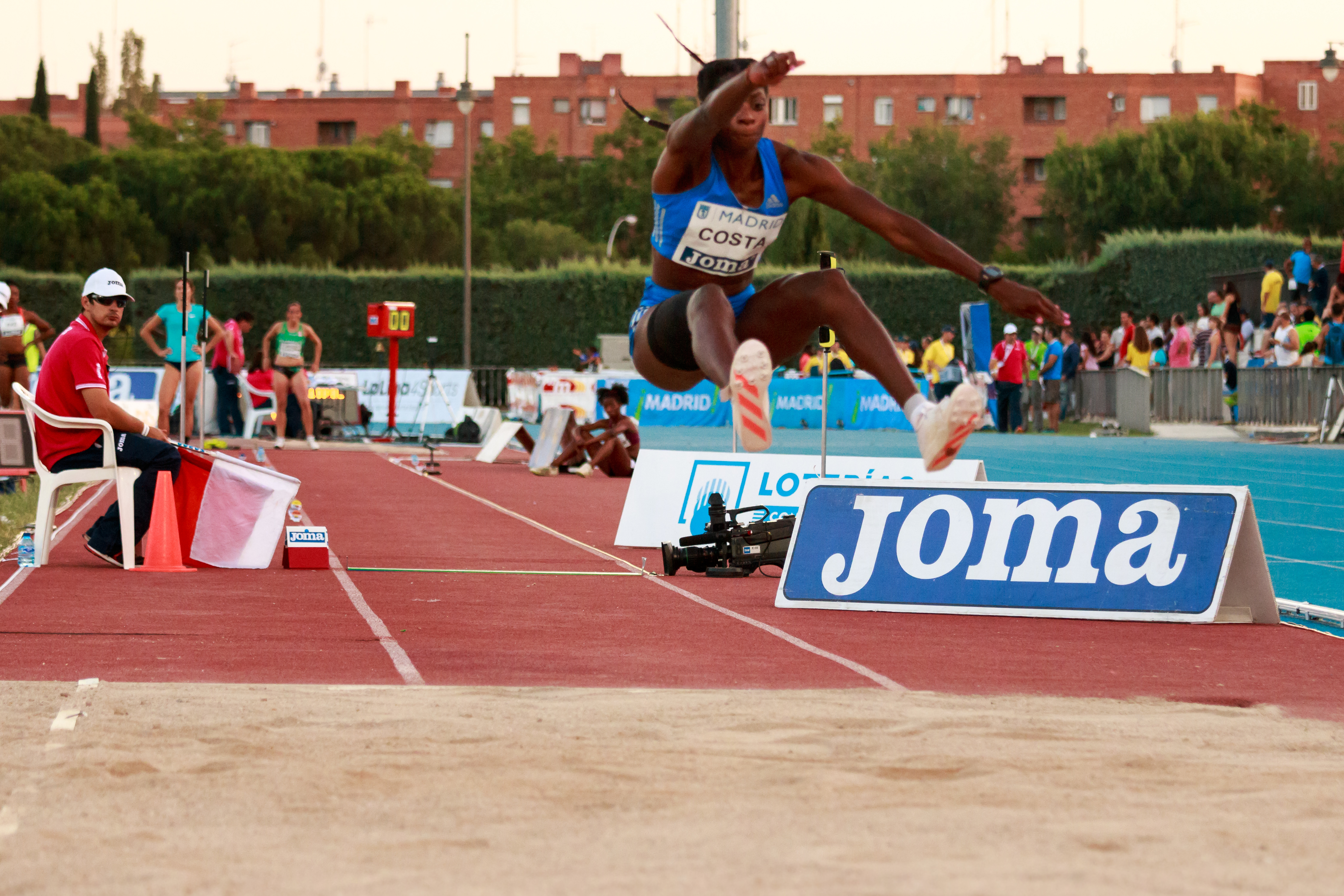
Susana Costa (Meeting d'athlétisme de Madrid 2017)

| Épreuve     | Épreuve   | Marque  | Lieu    | Date        |
| ----------- | --------- | ------- | ------- | ----------- |
| Triple saut | Plein air | 14,35 m | Londres | 5 août 2017 |
| Triple saut | En salle  | 14,43 m | Glasgow | 3 mars 2019 |